# محاولة اغتيال جايير بولسونارو
في 6 أيلول 2018، تعرّض النائب الفيدرالي آنذاك جايير بولسونارو لهجوم خلال تجمّع انتخابي للترويج لحملته الانتخابية لرئاسة البرازيل. وأثناء حمله وسط حشد من المؤيدين، تلقّى بولسونارو طعنة في البطن من أديليو بيسبو دي أوليفيرا.
فورًا بعد الهجوم، نُقل بولسونارو إلى مستشفى سانتا كازا دي ميسيريكورديا في مدينة جويز دي فورا، حيث تبيّن أن الطعنة تسبّبت بثلاث إصابات في أمعائه الدقيقة وإصابة وريد في البطن أدّت إلى نزيف حاد. وعلى الرغم من خطورة الإصابات وفقدانه الكبير للدم، نجا المرشح الرئاسي من الموت. خضع بولسونارو لأربع عمليات جراحية مرتبطة بالأضرار التي تسبب بها الهجوم.
تم توقيف أديليو بيسبو دي أوليفيرا بالجرم المشهود من قبل الشرطة الفيدرالية ونُقل إلى مركز الشرطة المركزي في المدينة. وبعد التحقيق، خلصت الشرطة إلى أنه تصرّف بمفرده دون أن يكون موجّهًا من قبل مدبّر للجريمة.
في حزيران 2019، تم تحويل احتجازه الاحتياطي إلى احتجاز غير محدد في السجن الفيدرالي في مدينة كامبو غراندي، عاصمة ولاية ماتّو غروسّو دو سول. أما السكين التي استُخدمت في الهجوم، فقد جمعتها الشرطة الفيدرالية، وهي معروضة حاليًا في متحف الهيئة في برازيليا.
وقد استُخدم هذا الهجوم لنشر نظريات المؤامرة، سواء من قبل مؤيدي بولسونارو أو منتقديه، وحتى من قبل بولسونارو نفسه.

## السياق السياسي
كانت البرازيل تمرّ بفترة من الاستقطاب السياسي. ففي عام 2013، كانت الاحتجاجات الشعبية الواسعة، المعروفة باسم "رحلات حزيران"، ذروة أزمة التمثيل السياسي وأدّت إلى تسييس شريحة واسعة من السكان، وهو ما انعكس في الانتخابات الرئاسية عام 2014. خلال تلك الفترة الانتخابية، تصاعدت التوترات بين مؤيدي حزب العمالومعارضي الحزب، وكانت الأزمة الاقتصادية التي تمر بها البلاد عاملًا مفاقمًا. دخلت مجموعات سياسية جديدة ذات أيديولوجيات مختلفة إلى النقاش، ما زاد من حدّة الاستقطاب.
كما ساهمت شبكات التواصل الاجتماعي مثل فيسبوك وتويتر في تعزيز هذا الاستقطاب. في نهاية عام 2013، توحّد اليمين حول قضية الفساد، بينما ركّز اليسار على البرامج الاجتماعية والخدمات العامة. ومع بدء الأحزاب السياسية بوضع هذه القضايا في صلب برامجها، ازداد البعد بين اليسار واليمين. وفي آب 2016، أدى عزل ديلما روسيف إلى انقسام إضافي على مستوى الأحزاب، مما زاد من حدّة الاستقطاب.
صرّح أستاذ العلوم السياسية غلاوكو بيريس دا سيلفا، من كلية الفلسفة واللغات والعلوم الإنسانية في جامعة ساو باولو، في مقابلة مع مجلة "نيكسو جورنال"، أن "البرازيل تشهد منذ سنوات طويلة عنفًا سياسيًا".
وأوضح أن بولسونارو استخدم خطابًا عدائيًا، لكنه لم يكن هو من أشعل الرغبة العامة في تجنّب الحوار. وأشار إلى أن جذور المسألة تعود إلى التنافس بين حزب العمال وحزب الديمقراطية الاجتماعية البرازيلية، وهو ما أدّى إلى خلق تسميات مثل "كوكسينيا" و"بيتريليا"، كما لفت إلى ميل المجتمع إلى اللجوء للعقاب الذاتي بدلًا من العدالة. وأعرب عن أسفه للطريقة التي تُفهم بها النزاعات السياسية في البرازيل، وكأنها غير مشروعة، وكأن وجود مجموعة ذات معتقدات مختلفة أمر غير مقبول، فضلًا عن سلوك نزع الشرعية عن الخصوم. ومع ذلك، رأى أن الهجوم قد يشكّل فرصة جيدة للمرشحين للدعوة إلى التهدئة، ولإعلان الطبقة السياسية بأكملها أن العنف غير مقبول.
على الرغم من الطعنة والتغيير المفاجئ في مسار الحملة الانتخابية للمرشح، الذي مُنع من الخروج إلى الشوارع وحضور العديد من الفعاليات والمناظرات، كان جايير بولسونارو المرشح الأكثر تصويتًا في الجولة الأولى، في 7 تشرين الأول، حيث حصل على 46.03% من الأصوات الصحيحة، متقدمًا على فرناندو حداد الذي حصل على 29.28%. وتواجه الاثنان في الجولة الثانية في 28 تشرين الأول، حيث فاز بولسونارو بمنصب الرئيس بنسبة 55.13% من الأصوات الصحيحة، مقابل 44.87% لحداد.

## الهجوم
كان من المقرّر أن يصل جايير بولسونارو، وفقًا لجدول حملته الانتخابية، إلى مدينة جويز دي فورا في الساعة الحادية عشرة صباحًا من يوم 6 أيلول، حيث كان من المفترض أن يزور مستشفى أسكومسر، ويتناول الغداء مع قادة الأعمال. ثم كان من المقرر أن يعقد فعالية عامة أمام مبنى البلدية في حديقة هالفيلد، ومنها يتوجّه إلى ساحة دا إيستاساو حيث سيقيم تجمعه الانتخابي. وكما هو الحال مع باقي المرشحين، كان بولسونارو تحت حماية عناصر من الشرطة الفيدرالية.
تعرّض بولسونارو للطعن بينما كان محمولًا على أكتاف مؤيديه خلال حدث انتخابي في شارع هالفيلد، أحد أهم الشوارع في المنطقة المركزية من مدينة جويز دي فورا بولاية ميناس جيرايس.
وقد أُصيب في البطن، ما ألحق ضررًا بوريد بطني رئيسي، وأدّى إلى نزيف حاد. نُقل النائب الفيدرالي على الفور إلى مستشفى سانتا كازا دي ميسيريكورديا في جويز دي فورا، حيث أُدخل إلى قسم الطوارئ حوالي الساعة الثالثة وأربعين دقيقة بعد الظهر، وهو مصاب بجُرح قطعي في البطن. وخضع المرشّح لعملية فتح بطن استكشافية.

## الجاني
تم توقيف منفّذ محاولة القتل بالجرم المشهود من قبل الشرطة الفيدرالية، وتبيّن أنه أديليو بيسبو دي أوليفيرا (من مواليد مونتيس كلاروس، 6 أيّار 1978). وادّعى دي أوليفيرا أنه ارتكب الجريمة "بأمر من الله". وكان ملفه الشخصي على فيسبوك يتضمّن انتقادات للطبقة السياسية بشكل عام، وللرئيس ميشيل تامر، إضافة إلى نظريات مؤامرة ضد الماسونية. وكان منفّذ الهجوم عضوًا في حزب الاشتراكية والحرية بين عامي 2007 و2014، وكان قد خضع للمحاكمة مسبقًا بتهمة الإيذاء الجسدي، التي يُزعم أنها ارتُكبت في عام 2013. وقالت ابنة شقيقه إنه كان مبشرًا إنجيليًا سابقًا، ثم ابتعد عن عائلته، وأضافت أنه "كان يحمل أفكارًا مشوشة".
كان دي أوليفيرا في نادي الرماية 38، الواقع في مدينة ساو جوزيه، ضمن المنطقة الحضرية لفلوريانوبوليس، في 5 تموز 2018، بعد أن تلقّى معلومات تفيد بأن المكان يرتاده اثنان من أبناء جايير بولسونارو، وهما النائب الفيدرالي عن ساو باولو إدواردو بولسونارو، وعضو مجلس مدينة ريو دي جانيرو كارلوس بولسونارو.
قامت الشرطة الفيدرالية بتحليل 2 تيرابايت من الملفات، شملت 150 ساعة من الفيديو، و1200 صورة. وأظهرت بيانات هاتف أديليو المحمول أنه كان على دراية بجدول المرشح، وقد قام بتصوير وتوثيق أماكن تواجد بولسونارو في المدينة، مثل الفندق حيث كان من المزمع عقد غداء مع رجال أعمال، ومبنى بلدية جويز دي فورا، ومؤسسة فونالفا، كما أنه تبعه طوال اليوم. وقد استخدم سكينًا اشتراه من فلوريانوبوليس، وأخفاه داخل معطفه ملفوفًا في صحيفة. وذكر شاهدان أن أديليو اقترب من المرشح بحجة التقاط صورة له. بعد الهجوم، التقط أحد الأشخاص السكين وسلّمه إلى بائع فواكه قريب، والذي وضع الأداة في كيس بلاستيكي وسلّمها للشرطة الفيدرالية. ولاحقًا، أكّدت التحقيقات الجنائية أن البصمة الوراثية للدم الموجود على النصل تعود لجايير بولسونارو.
فورًا بعد الهجوم، تمّ توكيل أربعة محامين للدفاع عن دي أوليفيرا. وقد اختلفت الروايات التي قدمها هؤلاء المحامون حول تمويل الدفاع. وأشار التقرير النهائي للشرطة الفيدرالية، في التحقيق المتعلق بالهجوم على جايير بولسونارو، إلى أن أديليو بيسبو دي أوليفيرا تصرّف بمفرده في قراره مهاجمة المرشح الرئاسي في جويز دي فورا.
وبعد الاستماع إلى أكثر من ثلاثين شخصًا، وكسر السرّية المالية والهاتفية والإلكترونية الخاصة بدي أوليفيرا، لم يجد المحقق الفيدرالي رودريغو موراييس وفريقه أي دليل يُشير إلى أن دي أوليفيرا قد تصرّف بناءً على توجيه من شخص أو مجموعة أخرى.
وقد أظهرت التحقيقات الأولية للشرطة الفيدرالية، التي صدرت في 18 تشرين الأول 2018، وجود صلات بين دي أوليفيرا وتنظيم "القيادة الأولى للعاصمة"، أحد أكبر التنظيمات الإجرامية في البرازيل، بما في ذلك صداقته مع بعض أعضاء الفصيل، وتاريخ عمل محامي أديليو بيسبو دي أوليفيرا في الدفاع عن أعضاء التنظيم. وقد أنكر المحامون أي علاقة لهم مع هذه المجموعة. وقبيل الجولة الثانية من الانتخابات، التي جرت في 28 تشرين الأول، توقّف الممول أو الممولون لمحامي الدفاع عن إرسال الأموال.
في 14 حزيران 2019، أصدر القاضي الفيدرالي برونو سافينو الحكم بحق أديليو، وحوّل احتجازه الاحتياطي إلى إيداع غير محدد المدة في مؤسسة علاجية. ووفقًا لسافينو، فإن "انعدام المسؤولية القانونية للمتهم [بسبب مرض أو خلل عقلي] قد ثبت"، ولذلك "أُعفي من العقوبة". ونتيجة لذلك، تم نقله إلى السجن الفيدرالي ذو الحراسة المشددة في كامبو غراندي، حيث إن نقله إلى نظام السجون العادي، حسبما ورد في الحكم، "سيشكّل خطرًا فعليًا على حياته". كما ذكر سافينو أن أديليو أظهر نيّة واضحة في الاستمرار بمحاولة اغتيال بولسونارو.

## التعافي
كانت تعقيدات الجراحة التي خضع لها بولسونارو تحول دون استمراره في حملته الانتخابية لعام 2018 بالطريقة التقليدية، وذلك بسبب الحد الأدنى لفترة التعافي، والتي تتراوح بين شهر إلى شهرين. وبعد الجراحة بوقت قصير، سجّل السيناتور ماغنو مالطا مقطع فيديو لبولسونارو وهو في سريره بالمستشفى. قال بولسونارو إنه شعر فقط بارتطام، لكنه بعد أن أدرك ما حدث، "كانت الآلام لا تُحتمل". وأضاف أنه "كان مستعدًا للحظة كهذه، لأنك دائمًا معرض للمخاطر". كما تساءل المرشح: "كيف يمكن للبشر أن يكونوا أشرارًا إلى هذا الحد؟ لم أؤذِ أحدًا في حياتي".
وفقًا لمصادر في مستشفى سانتا كازا في جويز دي فورا، فقد بولسونارو ما بين أربعين وخمسين بالمئة من دمه. وقال الأطباء: "الرجل البالغ مثله يحتوي جسده على ما بين خمسة وخمسة ونصف لترات من الدم". وقد احتاج إلى أربع أكياس دم أثناء عملية النقل. ووفقًا لطبيب ومدير المستشفى، فإن بولسونارو لم يُصَب في "منطقة تحتوي على أوعية دموية كبيرة" بفارق بضعة سنتيمترات فقط. لقد أُصيبت الوريد المساريقي العلوي، بالإضافة إلى الأمعاء الدقيقة والغليظة. وفي 7 أيلول، نُقل بولسونارو إلى مستشفى ألبرت آينشتاين الإسرائيلي حوالي الساعة 8:20 صباحًا (بتوقيت البرازيل الرسمي).

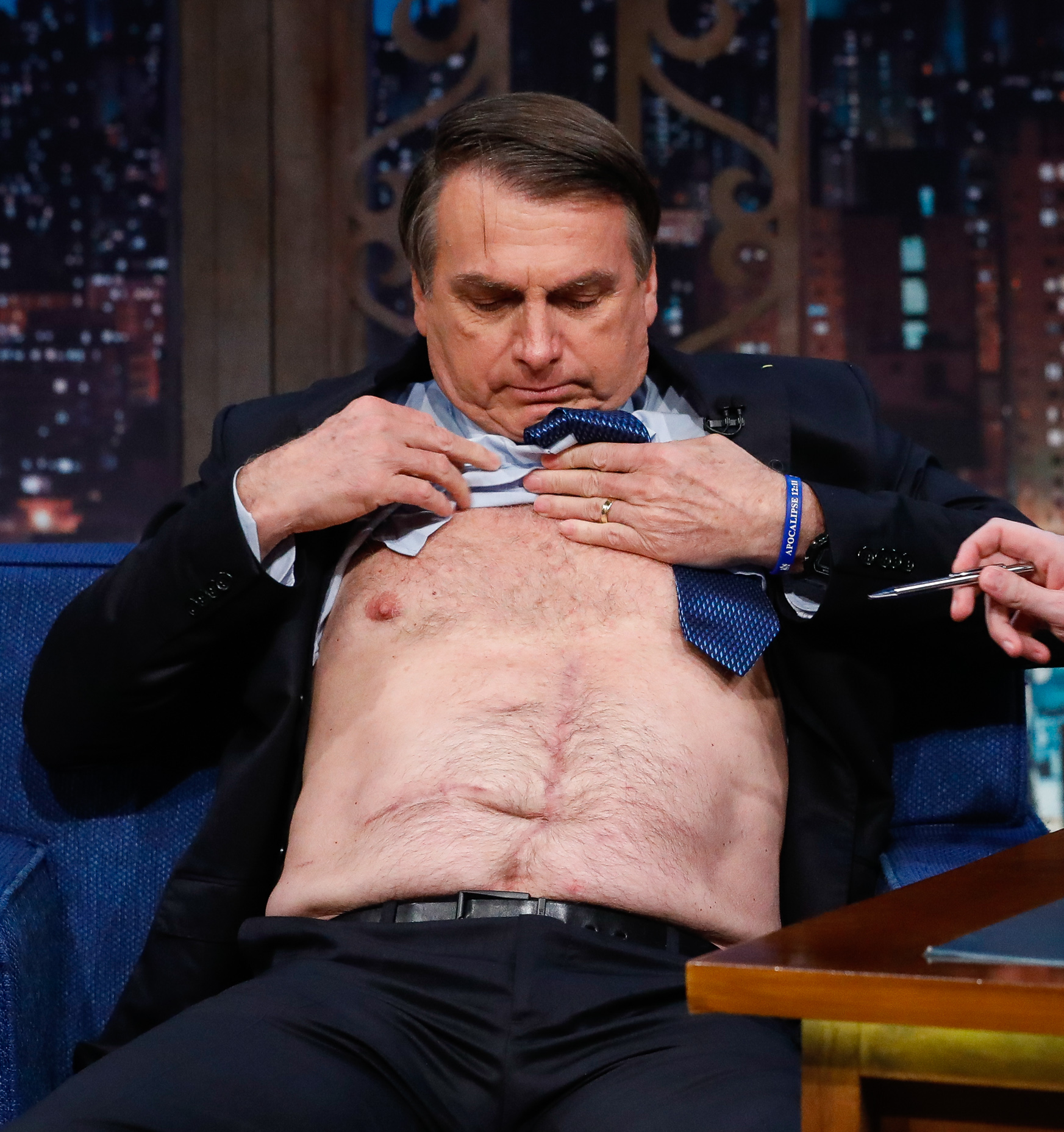
جايير بولسونارو في مايو 2019 يظهر الندبة التي خلفها الهجوم على برنامج The Noite الذي استضافه دانيلو جينتيلي

أُصدر أول بيان طبي بعد الهجوم في 9 أيلول، وجاء فيه أن "الوضع البطني قد تحسّن خلال الأربع والعشرين ساعة الماضية، والمريض لا يزال في العناية المركزة، ويتقدم في الوقت الذي يقضيه خارج السرير والمشي". أما البيان الثاني، الذي صدر في 10 أيلول، فقد ذكر أن حالة بولسونارو لا تزال خطيرة، وأنه سيتم إجراء جراحة أخرى لاحقًا لإعادة بناء حركة الأمعاء وإزالة كيس فغر القولون. أما البيان الصادر في 11 أيلول فقد أشار إلى تحسّن في حالة أمعائه. وفي اليوم نفسه، قال فلافيو بولسونارو، الابن الأكبر لجايير، إن والده تناول أول وجبة عن طريق الفم، وانتقل من العناية المركزة إلى العناية شبه المكثفة.
في 12 أيلول، تم تعليق نظام التغذية الفموية لبولسونارو بسبب انتفاخ البطن. وفي اليوم نفسه، خضع لجراحة طارئة لإزالة انسداد ناتج عن التصاق في جدران الأمعاء. وقد تحسّنت حالته بشكل جيد بعد الجراحة. وظل بولسونارو في حالة سريرية مستقرة في يوم 14 أيلول، وبدأ لاحقًا جلسات العلاج الفيزيائي. كما ظل في حالة مستقرة أيضًا في 15 أيلول. وفي 16 أيلول، خرج من وحدة العناية المركزة ونُقل إلى وحدة العناية شبه المكثفة.
في 19 أيلول، بدأ بولسونارو بتناول السوائل عن طريق الفم. وفي 20 أيلول، خضع لعملية تصريف بعد أن أظهرت صورة طبقيّة وجود سوائل بجانب أمعائه. وفي 21 أيلول، بدأ في استعادة حركة الأمعاء، وخرج من وحدة العناية شبه المكثفة في اليوم التالي. وتمت إزالة أنبوب التصريف من بطنه وبدأ في 23 أيلول بتناول حمية خفيفة أو لينة. وقد واصل فترة العلاج وهو يُظهر تحسّنًا سريريًا جيدًا، لكنه أصيب بحمّى في 28 أيلول.
خرج بولسونارو من المستشفى في 29 أيلول. وفي الأسابيع التالية، وبتوصية طبية، بقي في المنزل معظم الوقت، لكنه كان يُسمح له بالخروج لفترات قصيرة. وبسبب حالته، واصل حملته السياسية من خلال إجراء المقابلات والنشر عبر حساباته على شبكات التواصل الاجتماعي. وبعد تغيّبه عن مناظرة عقدتها قناة "تي في غلوبو"، أُجريت أول مقابلة له بعد الهجوم في منزله مع برنامج "جورنال دا ريكورد" التابع لقناة "تي في ريكورد"، حيث وجّه انتقادات لحزب العمال. كما تمكن من نشر عدة تصريحات عبر وسائل التواصل.
وفي الفترة بين نيسان وأيار 2025، خضع بولسونارو لجراحة إضافية، وتم إدخاله إلى عيادة "دي إف ستار" في برازيليا لمدة 17 يومًا لإصلاح انسداد معوي نتج عن محاولة الاغتيال.

## التحقيق
أنهت الشرطة الفدرالية تحقيقها في 28 أيلول 2018 وخلصت إلى أن أدِليو بِيسبو دي أوليفيرا قد تصرّف بمفرده. وقد شمل التحقيق تحليل صور الهجوم المأخوذة من كاميرات مراقبة المتاجر والمصارف في موقع الطعن، كما تبين أن أدِليو بِيسبو دي أوليفيرا كان قد حاول مهاجمة بولسونارو في وقت سابق. وذكرت الشرطة الفدرالية أن خرق السرية المصرفية لم يُظهر وجود أموال مشبوهة، وأن تحليل الهواتف المحمولة والشرائح قد أفضى إلى معلومات غير ذات صلة، مما يعزز المؤشرات على أنه تصرّف بمفرده. وجاء في التقرير أن الشرطة أفادت: "[كان دي أوليفيرا قد] التقط صورًا مسبقًا لبعض الأماكن التي سيتواجد فيها بولسونارو في المدينة. وفي صور أخرى ومقاطع عُثر عليها في هاتفه، بدا جليًّا أنه كان مع المرشح طوال اليوم، بل كان لديه أيضًا وصول إلى الفندق الذي كان من المقرر فيه تناول الغداء مع رجال الأعمال. ولذلك، فهناك عناصر قوية تشير إلى أن أدِليو اتخذ قرارًا سابقًا ومدروسًا ومخططًا له لمحاولة قتل بولسونارو".
ومع ذلك، وفي تحقيق ثانٍ فُتح في 25 أيلول 2018، تتعمق الشرطة الفدرالية في فحص الروابط المحتملة لأدِليو دي أوليفيرا، من خلال تحليل أكثر من 6000 مكالمة هاتفية، وأكثر من 1000 رسالة إلكترونية، وبيانات هاتفية تعود لآخر خمس سنوات، إضافة إلى مصدر تمويل دفاع المهاجم. وفي 23 كانون الثاني 2019، مددت النيابة العامة التحقيق لمدة 90 يومًا. وفي 21 كانون الأول، نفذت الشرطة مذكرتي تفتيش ومصادرة في عناوين مرتبطة بالمحامي زانوني مانويل دي أوليفيرا جونيور، المسؤول عن الدفاع القانوني لأدِليو بِيسبو دي أوليفيرا. ولا توجد صلة قرابة بين الرجلين. وقد صرح المحامي بأن هوية الجهة التي وظّفته تظل سرّية.
في 11 حزيران 2024، أعادت الشرطة الفدرالية تأكيد استنتاجها بأن أدِليو بِيسبو دي أوليفيرا هو المسؤول الوحيد عن الهجوم على المرشح الرئاسي حينها جايير بولسونارو، خلال حدث انتخابي في مدينة جويز دي فورا، في ولاية ميناس جيرايس، عام 2018.

## الأخبار الكاذبة ونظريات المؤامرة
استُخدم الهجوم في نشر نظريات المؤامرة، سواء من قبل أنصار بولسونارو أو من منتقديه. فمن جهة، أنشأ مؤيدو بولسونارو فيلمًا وثائقيًا بعنوان طعنة في الأسطورة، تم نشره على يوتيوب في 22 كانون الأول 2018، يثير نقاطًا تحاول مناقضة رواية الشرطة الفدرالية، ويُلمح إلى أن المهاجم لم يتصرّف بمفرده، وربما كان حتى بعض عناصر فريق أمن بولسونارو متواطئين. إضافة إلى ذلك، أُثيرت الشبهات حول منشورات على شبكات التواصل الاجتماعي أشارت إلى أن متظاهرين آخرين كانوا شركاء في الجريمة، مما أدى إلى حملات مضايقة وتهديد ضد هؤلاء المستخدمين. وقد توجه بعضهم طوعًا إلى الشرطة الفدرالية لتقديم توضيحات، ولم تثبت الفرضيات المطروحة.
ومن جهة أخرى، شكك منتقدو بولسونارو في صحة حادثة الطعن، واصفين إياها بـ"فايكادا"، وهي دمج بين كلمتي "مزيف" و"طعنة" بالبرتغالية، زاعمين أن الهجوم كان مفبركًا. وقد اعتبروا الأمر استراتيجية لتبرير غياب بولسونارو عن المناظرات السياسية، ولضمان حصوله على تغطية إعلامية أوسع.
تورّط أطراف ثالثة

#### حزب الاشتراكية والحرية وجان ويليز
في 6 أيلول 2018، نشر المغني نيتينيو على حساباته في وسائل التواصل الاجتماعي أن الهجوم على بولسونارو قد تم بأمر من حزب الاشتراكية والحرية، مرفقًا بمقطع فيديو كاذب يُظهر بولسونارو وكأنه تلقّى لكمة في البطن بعد الطعن.
انتشر الفيديو في بعض وسائل الإعلام، وأعرب السيناتور ماغنو مالطا عن شكوكه بأن أحد عناصر أمن بولسونارو ربما خانه. كارلوس بولسونارو نفى على تويتر صحة مزاعم اللكمة، موضحًا أن الشخص الذي ظهر في الفيديو لم يكن مهاجمًا، بل ضابطًا في الشرطة الفدرالية كان يفتح باب السيارة لبولسونارو. وأكد تحقيق الشرطة الفدرالية هوية الضابط، واسمه لويز فليبي فيليكس، وكُشف لاحقًا أنه اضطر إلى تغيير مكان إقامته بسبب التهديدات الناتجة عن هذا الاتهام الزائف. وبينما أقرّ حزب الاشتراكية والحرية بانتماء أدِليو للحزب، فقد أنكر أي تورط له في الهجوم. وقد أظهرت الشهادات أن أدِليو لم يحضر أي اجتماع للحزب. وخلص تحقيق الشرطة الفدرالية إلى أن "البيانات المستخلصة من الهواتف، الحواسيب، المذكرات، الملاحظات، البريد الإلكتروني، وسائل التواصل الاجتماعي، وكذلك الأعمال الميدانية والمقابلات، لم تفضِ إلى أي دليل أو حتى شبهات بضلوع أو مشاركة أعضاء من حزب حزب الاشتراكية والحرية أو الحزب الليبرالي الاجتماعي في الهجوم على المرشح جايير ميسيياس بولسونارو".
وقد عاد هذا الموضوع إلى الواجهة عام 2022 بعد اغتيال مارسيلو أرودا، عندما استشهد بولسونارو بانتماء أدِليو إلى حزب حزب الاشتراكية والحرية للدفاع عن نفسه ضد اتهامات بالعنف السياسي.
في 4 كانون الثاني 2022، دعمت النظرية آنا باولا هينكل في برنامج على قناة "جوفين بان"، مشيرة إلى أن دي أوليفيرا ربما كان لديه حُجّة غياب كاذبة. في تلك الفترة، كان بولسونارو قد أزال للتو أنبوب التغذية الأنفي وكان على وشك الخروج من المستشفى.
في عام 2019، انتشرت مزاعم كاذبة بأن النيابة الفدرالية العامة قد اكتشفت تحويل 50 ألف ريال برازيلي من جان ويليز إلى محامي أدِليو. وعلى الرغم من السرية حول تفاصيل التحويل، خلصت التحقيقات إلى أن دي أوليفيرا تصرّف بمفرده، ولم يُذكر اسم ويليز في أي تحقيق رسمي.
كذلك في عام 2019، نشرت ريجينا فيليلا، وهي مرشحة عن حزب الحزب الليبرالي الاجتماعيل مقعد نائب فدرالي في ولاية سيارا، مقطع فيديو وجهت فيه عدة اتهامات إلى ويليز. أولاً، ادّعت أن ويليز استقال من منصبه السياسي لأن الدورة التشريعية الجديدة لا توفر له الحصانة البرلمانية. وكان هذا غير صحيح، إذ أن التغيير في الدورة الجديدة اقتصر على قواعد "المنتدى الخاص" فيما يتعلق بالجرائم المرتكبة أثناء شغل المنصب. كما ادّعت أن أدِليو تواصل مع ويليز داخل مجلس النواب، وأن هناك محاولة لتلفيق حُجّة غياب لإبعاد الشبهات، إذ وُجد سجل بدخول أدِليو في اليوم نفسه الذي وقع فيه الهجوم. وكانت هذه القصة قد نُشرت لأول مرة في موقع "أو أنtagonista"، الذي ذكر أن أدِليو دخل المجلس مرتين في يوم الهجوم. ومع ذلك، فإن هذا السجل يعود إلى عام 2013، وكان هناك 432 نائبًا آخر في المبنى نفسه. وأكدت شرطة المجلس التشريعي أن هذه المعلومات الخاطئة ناتجة عن موظف استقبال أضاف السجل عن طريق الخطأ بعد أربع ساعات من وقوع الهجوم.
في أيّار 2020، اتهم المدوّن المؤيد لبولسونارو، أوزوالدو إيوستاكيو فيليو، حزب الاشتراكية والحرية وجان ويليز بالوقوف وراء الهجوم. وادّعى أيضًا وجود صورة للناشط المعروف بلقب "ميرغولهادور" مع أدِليو بِيسبو دي أوليفيرا، وأن الشرطة الفدرالية قد ربطته بعملية الطعن. وذكر إيوستاكيو أنه يعرف "ميرغولهادور" منذ عام 2016 وأنه كان حاضرًا أثناء الهجوم. في 26 أيار 2020، أكد "ميرغولهادور" أنه نشر صورة على فيسبوك مع أدِليو، التُقطت في مظاهرة ضد الرئيس السابق ميشال تيمر. وذكر أيضًا أن أدِليو قد عبّر عن إعجابه بويليز واقترح أنهما التقيا داخل مجلس النواب، وهو ادّعاء مشابه لما قالته ريجينا فيليلا. وقد استجوبته الشرطة الفدرالية، وأقر بوجود الصورة، لكنه أوضح أنه يتذكر فقط أن شخصًا ما ذكر اسم ويليز. كما أوضح أن تواصله مع دي أوليفيرا لم يتعدَ بضع ثوانٍ، ولم يُثبت أنه كان حاضرًا أثناء الطعن. وفي عام 2022، حُكم على "ميرغولهادور" بدفع 20 ألف ريال برازيلي كتعويض لجان ويليز.
وقد أُدين أوزوالدو إيوستاكيو فيليو أيضًا في شباط 2022، وأُلزم بدفع 10 آلاف ريال برازيلي كتعويض، بالإضافة إلى قضاء 4 أشهر و20 يومًا في نظام الاحتجاز المفتوح. وذكر القاضي تيلمو زايونس زاينكو أن النظرية نشأت نتيجة تحريف لتصريح قُدّم للشرطة الفدرالية.
في عام 2021، أُفيد بأن جان ويليز قد تم استدعاؤه للإدلاء بشهادته أمام الشرطة الفدرالية في أيلول 2018، وأنه فرّ إلى برشلونة لتفادي العدالة. إلا أن ويليز كان يقيم في تلك المدينة في ذلك الوقت.
ومن بين الشخصيات البارزة الأخرى التي روجت لنظريات المؤامرة المشابهة: جايير بولسونارو، كارلوس بولسونارو، إدواردو بولسونارو، ماركو فيليسيانو (الذي أُلزم بدفع 41,800 ريال برازيلي كتعويض لويليز)، ماركوس دو فال (الذي أُلزم أيضًا بدفع المبلغ نفسه مع غرامة يومية إذا لم يحذف منشوراته من وسائل التواصل)، أولافو دي كارفالو (الذي أُمر بحذف منشوراته خلال 48 ساعة ودفع 10 آلاف ريال لويليز إذا لم يمتثل)، بيا كيسيس، بيبو نونس، فريدريك واسيف، إد رابوزو، وأوتافيو فاخوري. جميعهم يواجهون دعاوى قضائية من جان ويليز. كما تخضع كيسيس وفاخوري لتحقيق من المحكمة الفدرالية العليا لدورهما في ما يُعرف بـ"الميليشيات الرقمية".

### حزب العمال

#### اتهامات كاذبة ضد نقابية
في 8 أيلول 2018، اتّهم المهندس المؤيد لبولسونارو، ريناتو هنريكي شايدمانتل، عبر صفحته على فيسبوك، المصرفية والنقابية التابعة لحزب العمال، ليفيا غوميش تيرا، بأنها أعطت السكين المستخدمة في الجريمة لأدِليو دي أوليفيرا. ومع مرور الوقت، تصاعدت القصة وبدأ الناس في تتبّع حياتها على وسائل التواصل الاجتماعي. وقد اكتشفوا الكثير من المعلومات عنها، بما في ذلك مهنتها ورقم هاتفها، كما تلقّت تهديدات عبر الرسائل الخاصة. وبحسب ما ورد، فقد أصيبت باضطراب ما بعد الصدمة واضطراب الهلع نتيجة لذلك. وقالت إنها خلال السنوات الأربع الماضية، لم تغادر المنزل إلا للذهاب إلى العمل أو حين تكون بصحبة شخص ما.
وقد أظهرت تحقيقات الشرطة الفدرالية والعسكرية أنها كانت في منزلها يوم الهجوم، وتمتلك شهادة طبية تثبت أنها كانت تتعافى من مرض. وقد حُكم على شايدمانتل بالسجن 10 أشهر و20 يومًا. ولكن باعتباره غير مكرّر، حُوّلت العقوبة إلى تقييد للحقوق وخدمة مجتمعية.

#### الادّعاء الكاذب من سيلاس مالافايا ضد ديلما
في أيلول 2018، نشر القس الإنجيلي سيلاس مالافايا سلسلة منشورات اتّهم فيها أدِليو دي أوليفيرا بأنه كان مستشارًا لديلما روسيف، وهو ادعاء لاقى صدى واسعًا خلال فترة الانتخابات. وقد أعلنت دائرة الإعلام التابعة لديلما أنها سترفع دعوى ضد مالافايا بتهم القذف والافتراء والتشهير. وفي 10 تشرين الثاني 2019، تراجع القس عن تصريحاته على وسائل التواصل الاجتماعي، قائلًا إنه نشر "أخبارًا كاذبة" عن طريق الخطأ، وإن أدِليو في الواقع له صلات بحزب الاشتراكية والحرية.

#### صور معدّلة لأعضاء من حزب العمال
في أيلول 2018، انتشرت على وسائل التواصل الاجتماعي صورة تُظهر لويز إيناسيو لولا دا سيلفا، وديلما روسيف، وغيليزي هوفمان، وغيلهيرمي بولوس، ولويز مارينيو مع رجل قيل إنه أدِليو بِيسبو. إلا أن الشخص الظاهر في الصورة هو جواو باولو رودريغيس، أحد قادة حركة العمّال الريفيين بلا أرض. وكانت الصورة قد نُشرت في الأصل في 6 نيسان 2018 على بوابة G1 الإخبارية، تحت عنوان: "لولا يقضي ساعات الفجر في نقابة عمال المعادن بعد صدور أمر اعتقال". وعادت الصورة إلى التداول في عامي 2020 و2021.
كما انتشرت صورة أخرى خارجة عن السياق تُظهر غليزي هوفمان مع أحد المؤيدين، وكانت قد نُشرت على حسابات رئيسة الحزب على مواقع التواصل الاجتماعي في اليوم نفسه الذي وقع فيه الهجوم. وقد تم الادّعاء أن هذا المؤيد هو أدِليو بِيسبو دي أوليفيرا، إلا أن الصورة قد التُقطت في كوريتيبا. وتؤكد بيانات ميتاداتا الخاصة بالصورة مصدرها الحقيقي. وقد عادت هذه الصورة إلى التداول في عام 2022 بعد أن انتشرت أول مرة في 2018.
وفي عام 2020، انتشرت صورتان للولا مع رجل قيل إنه أدِليو بِيسبو. لكن في الواقع، هذا الرجل هو الطبيب المتخصص في جراحة العظام، ماركوس هيريديجانيو مورا بيزيرا، وكان مرشحًا لمنصب نائب فدرالي في انتخابات عام 2018.

#### تصريح جوزيه ديرسيئو الذي أُسيء فهمه
في عام 2021، شارك كارلوس بولسونارو ومؤيدون آخرون لبولسونارو مقتطفًا من مقابلة قال فيها الوزير السابق جوزيه ديرسيئو إن الهجوم على بولسونارو "كان خطأنا". لكن في مقابلة مع مجلة "فوروم"، أوضح ديرسيئو أنه كان يعدد الأحداث السياسية في البلاد، وأن الاقتباس أُخرج من سياقه.

#### منشور زائف من "أنونيموس"
في 14 شباط 2022، انتشرت مزاعم بأن مجموعة القرصنة "أنونيموس" نشرت بيانًا جديدًا لأدِليو دي أوليفيرا يعترف فيه بأنه قد تم توظيفه من قبل حزب العمال. وقد نُشرت هذه الأخبار على تويتر عبر حساب @AnonNovidades، الذي يُزعم أنه ينتمي للمجموعة. لكن الشرطة الفدرالية نفت أن يكون هذا التحقيق قد حدث. وقد نشر موقع تيرا برازيل المؤيد لبولسونارو محتوى استند إلى هذه التغريدة.

#### اتهام بالتواطؤ بين الصحافة وحزب العمال
اتهم صانع المحتوى المؤيد لبولسونارو، غوستافو غايير، حزب العمال بأنه هو من وظّف أدِليو بِيسبو دي أوليفيرا، واتهم الصحافة بالتستّر على القضية.

### مانويلا دافيلا
في عام 2018، ظهرت شائعات تدّعي أن مانويلا دافيلا، العضوة في الحزب الشيوعي البرازيلي والمرشحة لمنصب نائبة الرئيس إلى جانب فرناندو حداد خلال انتخابات 2018، قد أجرت ما بين 6 و18 مكالمة مع أدِليو بِيسبو دي أوليفيرا في اليوم نفسه الذي وقع فيه الهجوم. ظهرت هذه الشائعة أولاً على صفحة "Partido Bolsonaro" على فيسبوك. وعادت هذه الادعاءات إلى الظهور في عام 2019. وقد نفت مانويلا بنفسها هذه القصة في مقابلة مع "Quebrando o Tabu". وقد أمر القاضي البديل في المحكمة العليا الانتخابية، كارلوس هورباخ، فيسبوك بتقديم عنوان IP وتفاصيل أخرى عن مديري الصفحة.

### الحزب الاجتماعي الديمقراطي
ترددت شائعات بأن دي أوليفيرا قد انضم أو حاول الانضمام إلى الحزب الاجتماعي الديمقراطي. وقد خضع الحزب للتحقيق، لكن تبين أن ذلك لم يحدث قط. ويدّعي أدِليو أنه حاول الانفصال عن الحزب لأنه كان يخشى أن يكون قد انضم إليه دون علمه.

### نقابة المحامين البرازيلية والمحكمة الفدرالية العليا
في اليوم الذي بُرِّئ فيه دي أوليفيرا على أساس عدم أهليته القانونية، ظهرت شائعة تقول إن هاتفه وسجله المصرفي قد تم حمايتهما من قِبل نقابة المحامين البرازيلية. لكن في الحقيقة، فإن السرية تعود لمحاميه، زانوني مانويل دي أوليفيرا (لا توجد صلة قرابة بينهما). في 21 كانون الأول 2018، صادرت الشرطة الفدرالية معدات إلكترونية ووثائق من مكتب المحامي للتحقيق فيما إذا كان لزانوني صلات مع قيادة العاصمة الأولى.
وفي الشهر التالي، طلبت نقابة المحامين في ولاية ميناس جيرايس من المحكمة الفدرالية الإقليمية للمنطقة الأولى تعليق تحليل المواد المصادرة بسبب انتهاكها لسرية المهنة القانونية، وهو طلب تم قبوله. وقد استأنفت النيابة العامة الاتحادية القرار، لكن في الوقت الذي ظهرت فيه الشائعة، لم يكن الطلب قد تم النظر فيه بعد. كما نُشر مقطع فيديو يُظهِر أن الأمر القضائي الذي يمنع تحليل مقتنيات زانوني كان في الواقع متعلقًا بأدِليو نفسه. وكانت هناك أيضًا مزاعم بأن المحكمة الفدرالية العليا تحمي سرية أدِليو بِيسبو.

### الشرطة الفدرالية
في عام 2021، زعمت منشورات على وسائل التواصل الاجتماعي أن الشرطة استعادت رسائل محذوفة من هاتف مربية الطفل هنري بوريل ميديروس، لكنها لم تفحص بعد هاتف أدِليو بِيسبو دي أوليفيرا.
وفي الحقيقة، قامت الشرطة الفدرالية بتحليل 2 تيرابايت من ملفات الصور، و350 ساعة من الفيديو، و600 مستند، و700 غيغابايت من البيانات الإعلامية، بالإضافة إلى 1,200 صورة تم الحصول عليها من هواتف خلوية، وجهاز كمبيوتر، ومستندات أخرى. أما هاتف محاميه، زانوني مانويل دي أوليفيرا (دون صلة قرابة)، فلم يتم التحقيق فيه بسبب أمر قضائي مبدئي يمنع تحليله.

### سيرجيو مورو ومارسيلو فالييشو
في 24 نيسان 2020، استقال الوزير آنذاك سيرجيو مورو من وزارة العدل، متّهمًا الرئيس جايير بولسونارو بالتدخل في الشرطة الفدرالية.  ومن أجل تبرير مغادرة القاضي السابق، بدأ مؤيدو بولسونارو بنشر نظريات مؤامرة. وفيما يتعلق بأدِليو بِيسبو، تدّعي هذه النظريات أن مورو هو من أوقف التحقيقات. ويُقال إن ألكساندر راماجيم، مدير وكالة الاستخبارات البرازيلية، قد اتصل ببولسونارو ليخبره أن مورو وموريسيو فالييشو كانا يخفيان معلومات عن القضية. وقد صرّح مورو أن هذه الشائعات أخبار كاذبة.

### وثائقي من إنتاج برازيل 247
تستند هذه الادعاءات إلى وثائقي بعنوان "بولسونارو وأدِليو – طعنة مزيفة في قلب البرازيل" من إنتاج الصحفي الاستقصائي جواكيم دي كارفاليو ومنصة برازيل 247. ويعتبر غياب الدم في موقع الطعن وسرعة الاستجابة الطبية والشرطية أدلة، بحسب مؤيدي النظرية، على أن الحدث كله كان مفبركًا. إلا أن بولسونارو خضع لعدة تدخلات طبية، وقد أظهر ندبته في برنامج مع دانيلو جينتيلي.
وقد تم الترويج لنظرية المؤامرة هذه بشكل أساسي من قبل مؤيدي الرئيس السابق لولا، مثل الناشط تياغو دوس ريس، وبعض السياسيين من حزب العمال، من ضمنهم بون غاس، ماريا دو روزاريو، باولو بيمينتا، وروجيهريو كوريا. كما عبّر الرئيس السابق لويز إيناسيو لولا دا سيلفا عن شكوكه بشأن الهجوم، مشيرًا في مقابلة إلى أنه وجد تصرفات رجال الأمن غريبة.
وفي أيلول 2021، قدّم النائب الفدرالي ألكساندر فروتا طلبًا لفتح لجنة تحقيق برلمانية للتحقيق في القضية. وبحسب كابو داسِيولو، فإن الحدث كان "عرضًا من تنظيم الماسونية، وسيلاس مالافايا، والنظام العالمي الجديد".
وقد تم حذف وثائقي برازيل 247 من منصة يوتيوب في 10 آب 2022. وذكرت يوتيوب أن سياسة خطاب الكراهية لديها تحظر إنكار أو التقليل من شأن أحداث تاريخية، بما في ذلك طعن جايير بولسونارو. وقد أدان حزب قضية العمال هذا الإجراء واصفًا إياه بأنه رقابة.

## العواقب
بعد وقت قصير من الحادثة، تم إنشاء العديد من الحسابات المزيفة التي تنتحل صفة أديليو على وسائل التواصل الاجتماعي. وقد وصل عدد متابعي الحساب الرسمي للمجرم على منصة فيسبوك إلى أكثر من 9500 متابع بعد ساعتين فقط من اعتقاله. وعلى تويتر، تم ذكر الهجوم 808,000 مرة خلال ساعتين، وفقًا لمؤسسة غيتوليو فاغراس. وأصبح الحادث الموضوع الأكثر نقاشًا على المنصة في اثنتي عشرة دولة، تتراوح من الأرجنتين إلى إسبانيا، بما في ذلك الولايات المتحدة والبحرين.
وصف الرئيس ميشال تامر الهجوم بأنه أمر لا يمكن التساهل معه، مجددًا استنكاره لانعدام التعايش المتناغم في ظل دولة ديمقراطية يسودها القانون، حيث ينبغي أن يكون من الممكن إجراء حملة انتخابية سلمية. وقد ألغى باقي المرشحين للرئاسة أجنداتهم المقررة ليوم 7 أيلول، أي اليوم التالي للحادثة. وأصدروا جميعًا بيانات أدانوا فيها الهجوم وطالبوا بإجراء تحقيقات في الحادثة.
وصرّح إليزيو باديليا بأن عملية الطعن "ضربت في صميم" الديمقراطية. كما أدان وزير أمانة الرئاسة، رونالدو فونسيكا، الحادث بشدة. وعلّق الجنرال هاميلتون موراو، نائب بولسونارو في حملته الانتخابية، بأن الحملة بحاجة إلى "وضع حد لحالة التَضْخيم الضَّحْوِي" المحيطة بالهجوم.